# Picot negre de Magallanes
El picot negre de Magallanes (Campephilus magellanicus) és una espècie d'ocell de la família dels pícids pròpia dels boscos de Xile i l'Argentina. Aquesta espècie està emparentada amb el picot imperial de l'hemisferi nord.

## Descripció
- Els mascles pesen entre 312 i 363 grams, i les femelles entre 276 i 312 grams.
- Fan una llargària de 44-46 cm.
- Llarg plomall al cap.
- Plomatge general negre, amb dues bandes blanques al dors.
- Mascle amb el cap (amp el plomall), gola i coll vermells, mentre la femella vermell només al voltant del bec.
- Bec i potes negres.